# Ульсон, Петтер
Петтер Ульсон (швед. Petter Olson; род. 14 февраля 1991) — шведский легкоатлет, специалист по многоборьям и барьерному бегу. Выступал за сборную Швеции по лёгкой атлетике в 2007—2016 годах, серебряный призёр чемпионата Европы среди юниоров, многократный победитель и призёр первенств национального значения, участник ряда крупных международных стартов.

## Биография
Петтер Ульсон родился 14 февраля 1991 года.
Занимался лёгкой атлетикой в клубе Hässelby SK и в команде Техасского университета.
Впервые заявил о себе на международном уровне в сезоне 2007 года, когда вошёл в состав шведской национальной сборной и выступил в прыжках с шестом на юношеском мировом первенстве в Остраве.
В 2009 году впервые стал чемпионом Швеции в семиборье и десятиборье. Побывал на юниорском европейском первенстве в Нови-Саде, откуда привёз награду серебряного достоинства, выигранную в десятиборье — уступил здесь только бельгийцу Томасу ван дер Платсену.
В 2010 году занял 21-е место на крупных международных соревнованиях Hypo-Meeting в Австрии. На Кубке Европы по легкоатлетическим многоборьям в Таллине закрыл десятку сильнейших личного зачёта и вместе со шведской сборной стал седьмым в командном зачёте. На юниорском мировом первенстве в Монктоне показал восьмой результат.
В 2011 году вновь выиграл чемпионаты Швеции в семиборье и десятиборье, был восьмым на молодёжном европейском первенстве в Остраве.
В 2012 году стал чемпионом Швеции в беге на 400 метров с барьерами, показал десятый результат в десятиборье на чемпионате Европы в Хельсинки.
В 2013 году в третий раз одержал победу на шведских национальных чемпионатах в семиборье и десятиборье. Занял 13-е место на домашнем чемпионате Европы в помещении в Гётеборге, принимал участие в молодёжном европейском первенстве в Тампере.
На чемпионате Европы в помещении 2015 года в Праге стал восьмым в семиборье.
В 2016 году на чемпионате мира в помещении в Портленде набрал в сумме всех дисциплин семиборья 5697 очков, расположившись в итоговом протоколе соревнований на 10-й строке.